# お産の宮
お産の宮（おさんのみや）とは、宮崎県小林市にかつて存在した祠。
陰陽石の奇石一物の対岸、杉椎林の小モリの中に、昔から祭神、高皇産霊、神皇産霊を祀る皇産霊幸魂神社の祠、お産の宮があった。

## 縁起
文政年間約百四十年前の大出水の時、木切倉部落の民家と共に後形もなく、おしくもお宮もお札の版木も、何にもかも流失して、天保八年(1837年)まで奇石怪物に、注連はり廻して、お産安かれと祈った。それが引続き陽石に大注連を張る習となった。
天保八年秋、壮麗な陰陽石お産の宮が再び建立されて同秋彼岸、村を挙げての盛んな落成祝いが催されて、地元の村人たちは親に手をひかれて社見に行った事や、其時の踊りや、角力、筏流しの行事などをむかしがたりに残っている。
其の後明治初年(1868年)に再びお宮は流失して、草葺の小屋のような五坪位なお宮とも思はれぬ祠が、椎木林の中に、落葉に埋れ、苔むすままにおわした。
今から凡そ百幾年か前、真方に、漢法医の横山玄斉と云う先生が居られた頃、「おう子供がひとりもいないのか」「それは気の毒だ、お産の宮に詣りして、お授かりなさい」と笑顔で、よくお産の宮のお護附をそれぞれ持帰って、お祭りなさいと下さったそうだ。
また少しでも眼病がと、思われたときは、「お前は生目神社に早くお詣りして眼病を治すことを、つとめなさい」と教えられたそうだ。
明治十四年(1881年)頃までは、当地の風習で妊娠したら必ず此のお産の宮に安産祈願に詣り、川原の小石を二つ拾い帰り、安産お守り札と共に神棚に祀り、産気付いて陣痛が起ったなら、両掌に小石を、しっかりと握りしめ力いっぱいりきんだそうだ。
神の御利益てきめん、安く生んだ、と昔のお婆さんたちには当たり前のこととされていた。
この「お産の宮」と、近くにある渓谷の「三宮峡」と、偶然にも言葉の音の一致、しかも小林名所のためよろこばしいことである。
現在、幾度かの洪水により流出し、お産の宮は、現存せず地元の有志や地主によって再建の計画が持ち上がっている。